# More Than This (песня)
More Than This — песня Брайана Ферри и английской рок-группы Roxy Music. Сингл был выпущен в апреле 1982 года, и является первым синглом с альбома Avalon.
Песня заняла шестую позицию в британском чарте.
Хотя в США песня заняла лишь 103 строчку чарта, она стала там одной из самых известных песен группы, а в 1997 году на песню был записан кавер американской группы 10,000 Maniacs, который занял 25 строчку чарта, тем самым обогнав не только оригинал, но и другой сингл Roxy Music «Love Is the Drug» (#30, 1976).

## Видеоклип
Видеоклип начинается со сцены, в которой Брайан Ферри поёт песню в тёмной комнате, освещаемой лишь через окно, в виде креста, за его спиной.
Далее появляется сцена, в которой Ферри сидит в первом ряду пустого кинозала. На экране показана группа, исполняющая песню на сцене с фоном в виде алого заката; Ферри поёт на сцене, посреди огней.

## В записи участвовали
- Брайан Ферри — вокал, клавишные
- Фил Манзанера — гитара
- Энди Маккей — саксофон
- Нейл Хаббард — гитара
- Алан Спеннер — ударные
- Энди Ньюмарк — перкуссия
- Фонзи Торнтон — бэк-вокал

## Кавер-версии
- В 1997 году, кавер-версию песни исполнила группа 10,000 Maniacs, эта версия стала хитом в США, где заняла 25 место в чарте «Billboard Hot 100».
- Американская группа Blondie использовала аранжировку 10,000 Maniacs, для записи своей концертной кавер-версии.
- Кавер-версия песни в исполнении джазового гитариста Чарли Хантера и певицы Норы Джонс вышла на альбоме Хантера 2001 года «Songs from the Analog Playground».
- В 2004 году, на сборнике, названном «Roxy Remodeled» вошла кавер-версия, исполненная электронным дуэтом Madison Park.
- Британская певица Emmie сделала танцевальную версию песни.

## Влияние на популярную культуру
- В компьютерной игре Grand Theft Auto: Vice City, «More Than This» звучит на вымышленной радиостанции «Emotion 98.3».
- В фильме Софии Копполы «Трудности перевода» герой Билла Мюррея исполняет эту песню. Мюррей поёт песню в сцене, когда его герой попадает на караоке-вечеринку. Его исполнение включено спрятанным треком в альбом с саундтреком фильма, и звучит в конце диска, после периода тишины.
- В фильме Райана Джонсона «Достать ножи» песня звучит во время представления действующих лиц и персонажей.